# Kanixka I

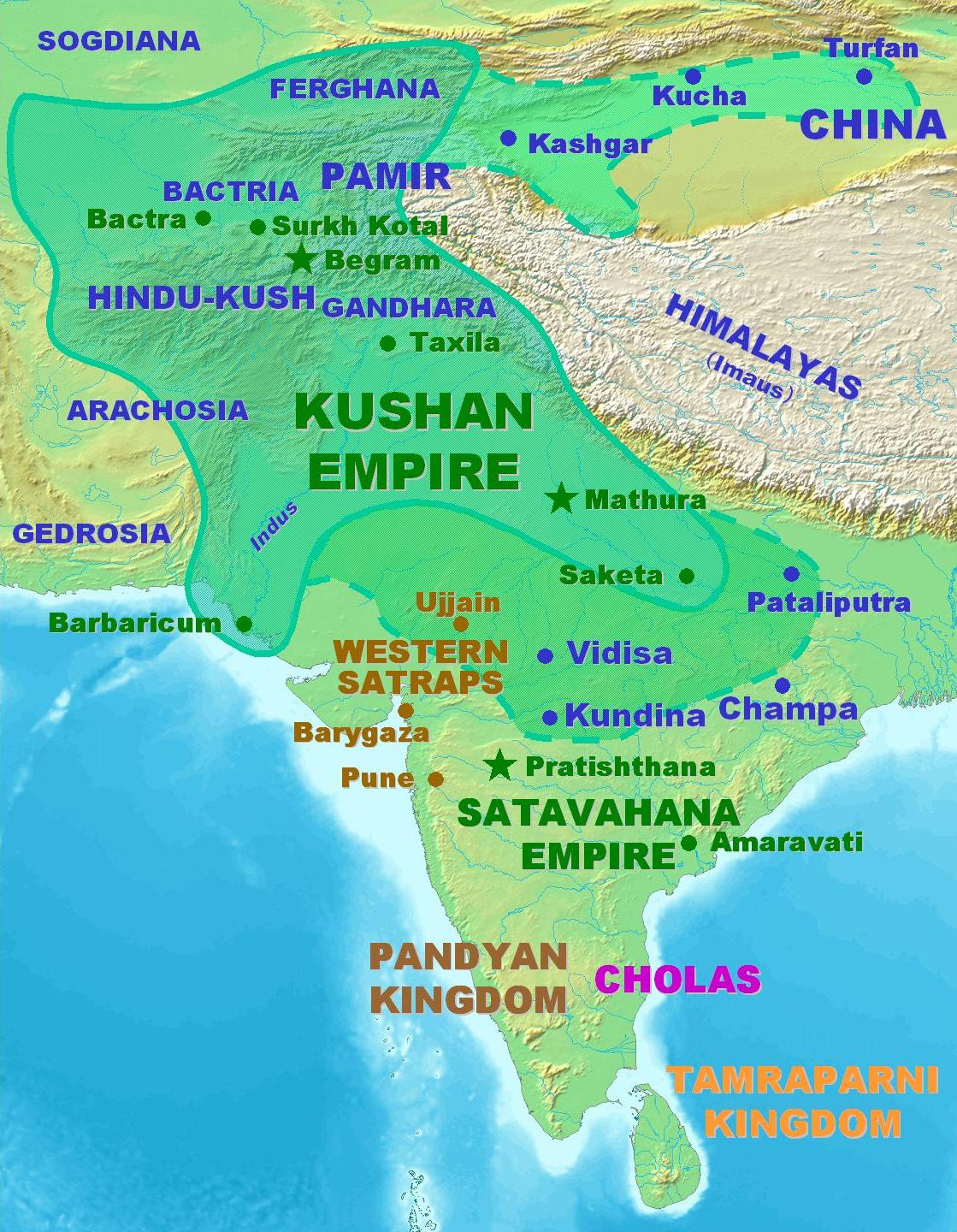
Imperi Kuixan

Kanixka I fou rei/emperador dels kuixana (Imperi Kuixan) que va governar en una data incerta entre el 78 i el 127, entre el 127 i el 147 o entre el 227 i el 255), i va afavorir l'expansió del budisme i l'art grecobudista de Gandhara (impulsat per Menandre I rei grec de Bactriana) en el qual Buda, abans representat simbòlicament per una roda, una petjada dels peus, etc., agafava el rostre dels déus grecs, especialment Apol·lo. La seva estàtua, una peça única que era al museu de Kabul, fou destruïda pels talibans el 2000. Els kushana eren una secció dels yuezhi.
Kanishka era fill de Vima Kadfises, i fou un gran conqueridor i un eficient administrador que va governar un gran imperi de l'Àsia central a Benarés. Va portar al mateix temps el títol indi de maharajà (gran rei), l'iranià shahanshah (rei de reis) i el xinès "Fill del cel". Va tenir capital a Purushapura (Peshawar). Encara que protector del budisme va protegir igualment altres religions com el zoroastrisme, el mitraisme o la religió grega.
La cronologia kushana és un dels temes més controvertits; segons l'era dels sakas, es considerava que el regnat de Kanixka s'iniciava l'any 78; l'orientalista francès Roman Ghirshman en canvi, situava la data el 144 basant-se en la suposició que la dinastia kushana fou enderrocada pels sassànides el 241; i Robert Göbl, amb el suport d'estudis numismàtics, va establir que l'imperi kushana va subsistir fins vers el 325 i, per tant, l'inici del regnat de Kanixka seria vers el 225. Als anys noranta del segle XX una inscripció es diu que permetria datar més acuradament l'inici del regnat entre el 78 i el 127 tot i que les discussions continuen, ja que la data 127 que proposa Falk està basada en el fet que els kushana eliminaven les centúries en les datacions i que per tant un fet establert pel "27" podria ser del 127 o del 227 (com proposa Göbl).